# Süzer Plaza Ritz-Carlton
L'hôtel du Süzer Plaza Ritz-Carlton est un gratte-ciel situé dans le quartier de Besiktas, à Istanbul, en Turquie.
Il a été construit en 1998. Il mesure 154 m de haut et comporte 34 étages. Il abrite un hôtel de la chaîne Ritz-Carlton.
L'immeuble est situé sur un terrain élevé avec sa façade frontale (regardant le Bosphore) ayant plus d'étages que sa façade arrière.
Il a été conçu par l'architecte Doruk Pamir.

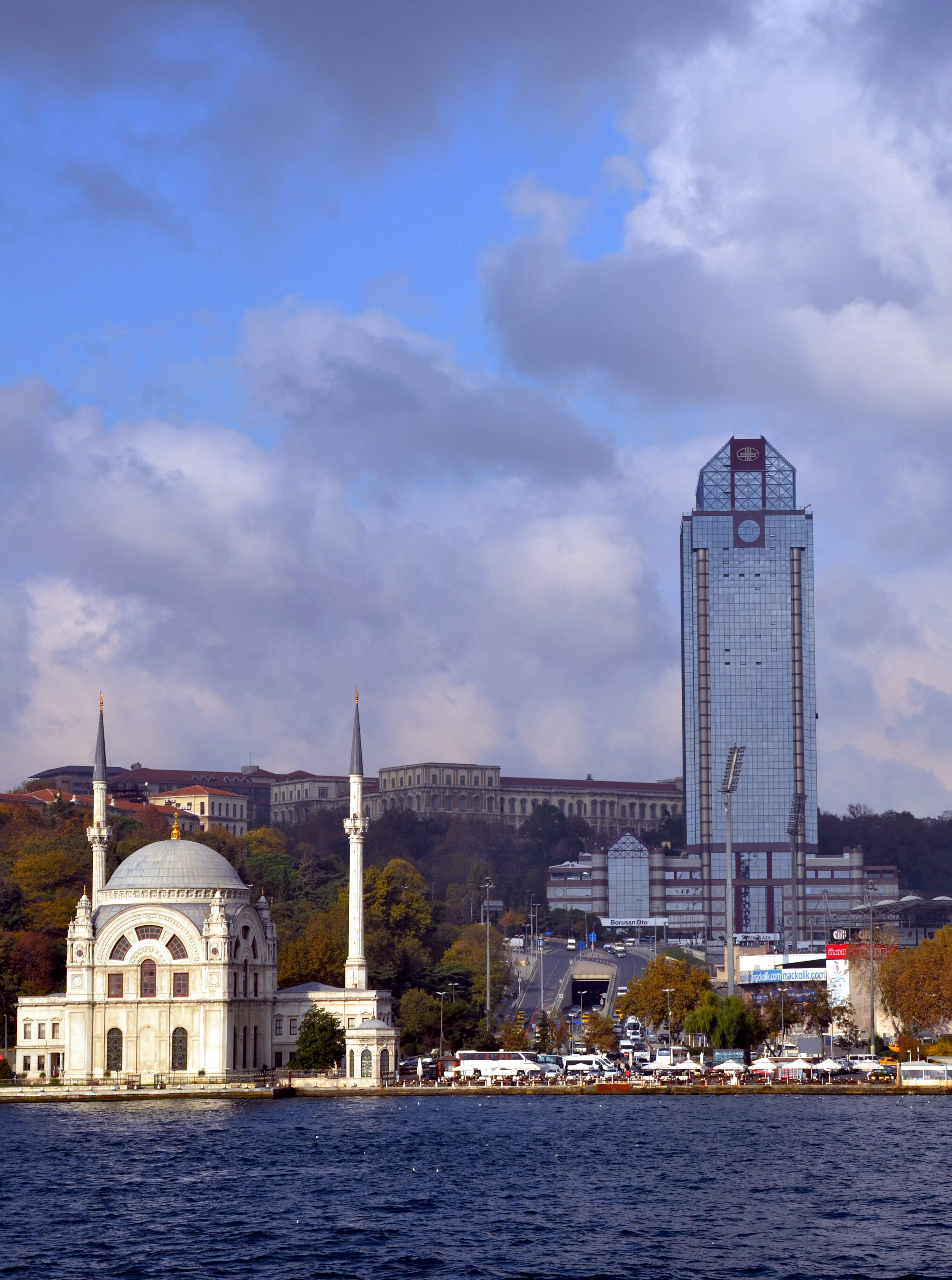
The Ritz-Carlton Hotel, Istanbul

Le Suzer Plaza Ritz-Carlton à sa construction était l'un des plus hauts immeubles de Turquie. À la fin de 2010 c'était l'un des dix plus hauts immeubles d'Istanbul, le plus haut hôtel d'Istanbul et des Balkans et le deuxième plus haut hôtel de Turquie après un hôtel situé à Mersin.